# 解放岩乡
解放岩乡，是中华人民共和国湖南省湘西土家族苗族自治州泸溪县下辖的一个乡镇级行政单位。

## 行政区划
解放岩乡下辖以下地区：
己用村、和兴村、都蛮村、利略村、水卡村和场上村。